# Karower Kaisereiche

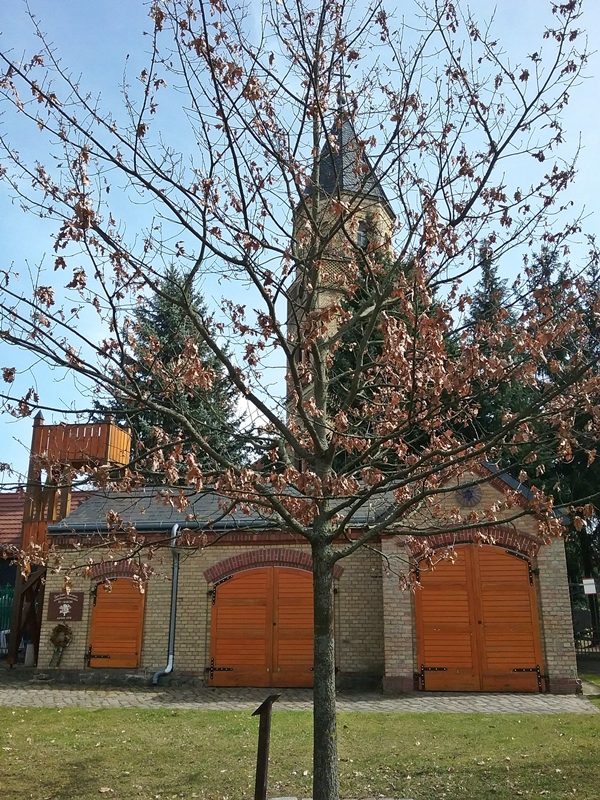
Karower Kaisereiche

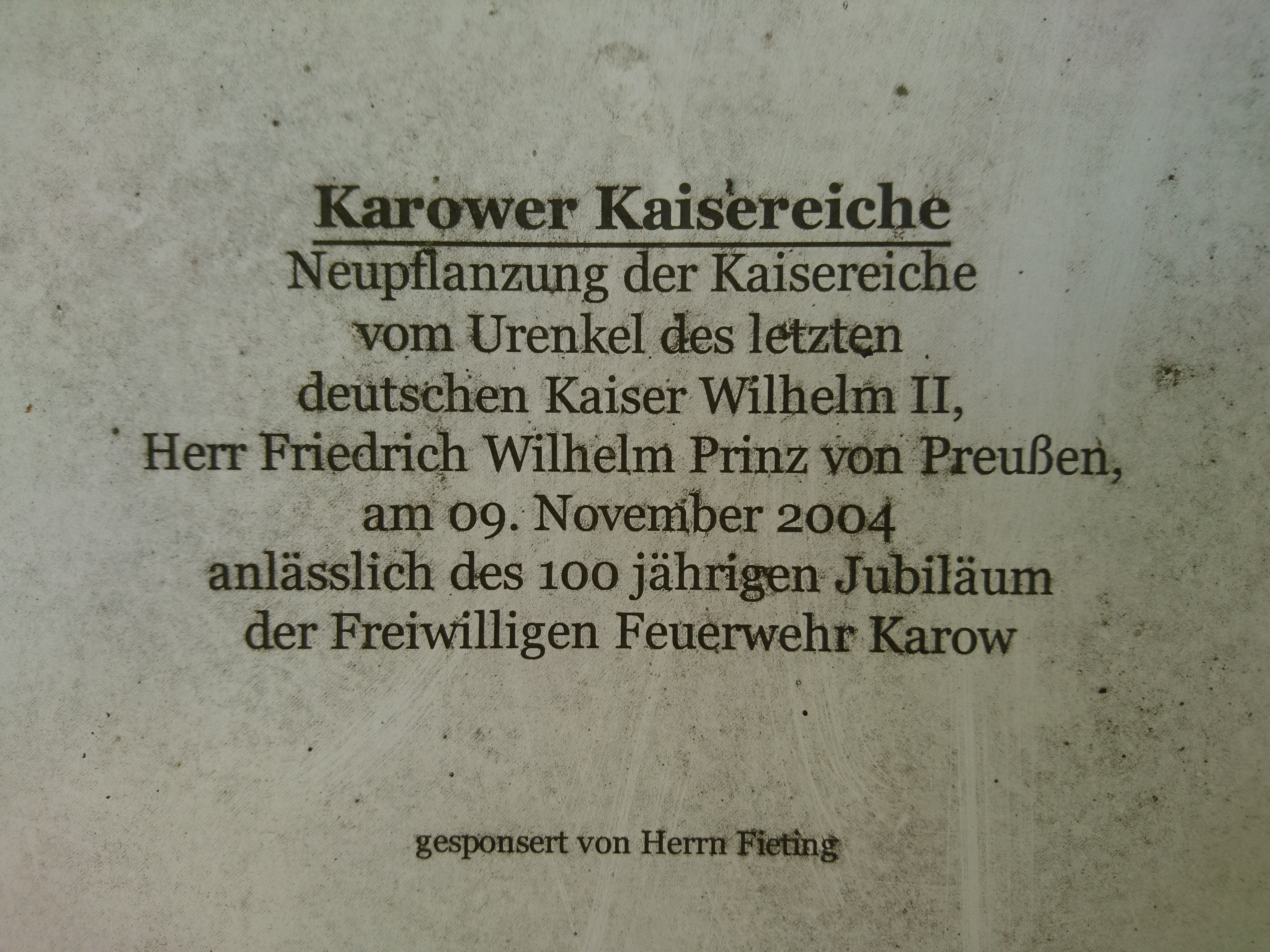
Schriftzug Kaisereiche

Die Karower Kaisereiche ist eine Stieleiche im Berliner Ortsteil Karow des Bezirks Pankow.

## Geschichte
Am 9. November 2004 pflanzte der Urenkel des letzten deutschen Kaisers Wilhelm II., Friedrich Wilhelm Prinz von Preußen, vor dem Spritzenhäuschen an historischer Stätte feierlich eine neue Kaisereiche. Zum 100. Geburtstag wurden zu Ehren von Kaiser Wilhelm I. am 22. März 1897 auf der Dorfaue in Buch und auf dem Platz vor der Kirche in Karow Kaisereichen gepflanzt. Genau 15 Jahre nach dem Mauerfall und 66 Jahre nach den Novemberpogromen wurde vor der Alten Feuerwache ein Stück preußische Tradition fortgesetzt.